# Pivnice
Pivnice (izvirno srbsko Пивнице) je naselje v Srbiji, ki upravno spada pod Občino Bačka Palanka; slednja pa je del Južnobačkega upravnega okraja.

## Demografija
V naselju živi 3126 polnoletnih prebivalcev, pri čemer je njihova povprečna starost 42,3 let (40,6 pri moških in 43,8 pri ženskah). Naselje ima 1501 gospodinjstev, pri čemer je povprečno število članov na gospodinjstvo 2,55.
To naselje je v glavnem slovaško (glede na popis iz leta 2002), a v času zadnjih treh popisov je opazno zmanjšanje števila prebivalcev.
|  |

| Demografija | Demografija     | Demografija     |
| Leto        | Št. prebivalcev | Št. prebivalcev |
| ----------- | --------------- | --------------- |
|             |                 |                 |
|             |                 |                 |
|             |                 |                 |
|             |                 |                 |
| 1948        | 5425            |                 |
| 1953        | 5653            |                 |
| 1961        | 5541            |                 |
| 1971        | 5162            |                 |
| 1981        | 4820            |                 |
| 1991        | 4361            | 4261            |
| 2002        | 3953            | 3835            |
|             |                 |                 |

| Etnična sestava po popisu iz leta 2002 | Etnična sestava po popisu iz leta 2002 | Etnična sestava po popisu iz leta 2002 | Etnična sestava po popisu iz leta 2002 | Etnična sestava po popisu iz leta 2002 |
| -------------------------------------- | -------------------------------------- | -------------------------------------- | -------------------------------------- | -------------------------------------- |
| Slovaki                                | Slovaki                                |                                        | 2.935                                  | 76,53%                                 |
| Srbi                                   | Srbi                                   |                                        | 704                                    | 18,35%                                 |
| Romi                                   | Romi                                   |                                        | 51                                     | 1,32%                                  |
| Jugoslovani                            | Jugoslovani                            |                                        | 31                                     | 0,80%                                  |
| Hrvati                                 | Hrvati                                 |                                        | 9                                      | 0,23%                                  |
| Črnogorci                              | Črnogorci                              |                                        | 7                                      | 0,18%                                  |
| Rusini                                 | Rusini                                 |                                        | 6                                      | 0,15%                                  |
| Madžari                                | Madžari                                |                                        | 5                                      | 0,13%                                  |
| Nemci                                  | Nemci                                  |                                        | 2                                      | 0,05%                                  |
| Muslimani                              | Muslimani                              |                                        | 2                                      | 0,05%                                  |
| Bunjevci                               | Bunjevci                               |                                        | 2                                      | 0,05%                                  |
| Bolgari                                | Bolgari                                |                                        | 2                                      | 0,05%                                  |
| Ukrajinci                              | Ukrajinci                              |                                        | 1                                      | 0,02%                                  |
| Slovenci                               | Slovenci                               |                                        | 1                                      | 0,02%                                  |
| Makedonci                              | Makedonci                              |                                        | 1                                      | 0,02%                                  |
| Bošnjaki                               | Bošnjaki                               |                                        | 1                                      | 0,02%                                  |
| Neznano                                | Neznano                                |                                        | 32                                     | 0,83%                                  |